# Radiallinie
Eine Radiallinie, analog zur Durchmesserlinie manchmal auch Halbmesserlinie genannt, ist eine Verkehrslinie, die im öffentlichen Personennahverkehr (ÖPNV) Vororte mit dem Orts- oder Stadtzentrum verbindet und dort endet. Ein klassisches Einsatzgebiet sind längere Regional- oder Überlandlinien mit Fahrzeiten von über 30 Minuten oder Metrobuslinien in Großstädten. Heute werden sie oft mit regional gut einprägsamen Markennamen, beispielsweise landschaftstypischen Begriffen („Der Leineweber“ oder „Edertalbahn“) beworben. Solche Linien lassen sich betriebstechnisch mit anderen gut eingeführten Linien zu Durchmesserlinien verbinden.
Radiallinien können auch dabei helfen, übersichtliche Liniennetze zu entwerfen, etwa durch sternförmige Stadtbusnetze mit eigenen Linienbezeichnungen für jeden einzelnen Linienzweig. Hierbei entsteht allerdings der Nachteil, dass alle dem Bustreffpunkt nachfolgenden zentrumsnahen Haltestellen nur mit Umsteigen erreichbar sind. Auch deutlich in Linien- und Fahrplänen gekennzeichnete Linienverbindungen, wobei dann zwei Radiallinien zu einer Durchmesserlinie verbunden werden, können einem Orientierungs- und Zeitverlust sowie dem zu hohen Aufwand für Fahrgäste mit nur kurzen Fahrwegen nicht entgegenwirken.
Eine Radiallinie erfordert eine Wendemöglichkeit am Linienende (z. B. in der Stadtmitte) sowie manchmal eine Betriebshaltestelle (zur Einhaltung von Lenkerruhezeiten oder des Fahrplanes).
In Österreich wird auch eine Straße, die den Innenstadtbereich mit dem Stadtrand verbindet, als Radiallinie bezeichnet (Ein- und Ausfallstraße).